# Liste des cidreries du Québec
Cet article présente une liste des cidreries du Québec classées par région.

## Abitibi-Témiscamingue
- Verger des tourterelles (Ville-Marie)

## Cantons de l'Est
- Château de cartes (Dunham)
- Cidrerie Choinière (Frelighsburg)
- Cidrerie Compton (Compton)
- Cidrerie de l'Abbaye Saint-Benoît (Saint-Benoît-du-Lac)
- Cidrerie Milton (Sainte-Cécile-de-Milton)
- Cidrerie Union libre (Dunham)
- Cidrerie Verger Ferland (Compton)
- Clos Saragnat (Frelighsburg)
- Domaine de Dunham (Dunham)
- Domaine Pinnacle (Frelighsburg)
- Domaine ValBrome (Fulford)
- Les petits fruits Léger (Lac-Brome)
- Vignoble et cidrerie Val Caudalies (Dunham)

## Chaudière-Appalaches
- Cidrerie du chemin 9 (Cap-Saint-Ignace)
- Cidrerie et verger à l'Orée du Bois (Saint-Antoine-de-Tilly)
- Cidrerie et verger Saint-Antoine (Saint-Antoine-de-Tilly)
- Cidrerie et verger Saint-Nicolas (Saint-Nicolas)
- Cidrerie Le Somnambule (Saint-Henri-de-Lévis)
- Domaine RITT - anciennement Cidrerie La Pomme du St-Laurent (Cap-Saint-Ignace)
- Les Roy de la Pomme - Verger et Cidrerie (Saint-Georges)
- Verger à Ti-Paul - Verger, cidrerie et tarterie (Saint-Elzéar)
- Verger Allen-Demers (Saint-Nicolas)
- Verger Guimond (Cap-Saint-Ignace)

## Gaspésie-Îles-de-la-Madeleine
- Verger Poméloi (Îles-de-la-Madeleine)

## Lanaudière
- Qui sème récolte! (St-Jean-de-Matha)

## Laurentides
- Cidrerie Le verger Lamarche (St-Joseph-du-Lac)
- Cidrerie Les Produits Fins Fabrice Lafon (St-Joseph-du-Lac)
- Cidrerie Les vergers Lafrance (St-Joseph-du-Lac)
- Cidrerie Verger Lacroix (St-Joseph-du-Lac)
- Domaine du Petit St-Joseph (St-Joseph-du-Lac)
- Les vergers la tête dans les pommes (St-Joseph-du-Lac)

## Montérégie
- Abbaye cistercienne Notre-Dame de Nazareth (Rougemont)
- Cidrerie Autour de la pomme (Shefford)
- Cidrerie Black Creek (Hinchinbrooke)
- Cidrerie Cryo (Mont Saint-Hilaire)
- Cidrerie d'un hectare (Mercier)
- Cidrerie du Minot (Hemmingford)
- Cidrerie du village (Rougemont)
- Cidrerie Entre Pierre et Terre (Franklin)
- Cidrerie et distillerie C.E.Petch (Hemmingford)
- Cidrerie et verger Léo Boutin (Mont Saint-Grégoire)
- Cidrerie La Pommeraie du Suroît (Franklin)
- Cidrerie Michel Jodoin (Rougemont)
- Cidrerie Rockburn (Hinchinbrooke)
- Domaine Cartier-Potelle (Rougemont)
- Domaine de Cavel (Mont Saint-Hilaire)
- Domaine de Lavoie (Rougemont)
- Domaine Labranche (Saint-Isidore)
- Domaine Le Grand Saint-Charles (Saint-Paul-d'Abbotsford)
- Domaine Leduc-Piedimonte (Rougemont)
- Ferme Cidricole Équinoxe (Farnham)
- L’école du 3e rang (Saint-Joachim-de-Shefford)
- La face cachée de la pomme (Hemmingford)
- Le Flanc Nord (Mont Saint-Hilaire)
- Le Pavillon de la pomme (Mont Saint-Hilaire)
- Les vergers Petit et fils (Mont Saint-Hilaire)
- Verger-cidrerie Larivière (Saint-Théodore-d'Acton)
- Verger du Moulin (Rougemont)
- Verger Henryville (Henryville)
- Verger Paul Jodoin (St-Jean-Baptiste)
- Verger St-Marc (Saint-Marc-sur-Richelieu)
- Verger-vignoble Clos Saint-Denis (Saint-Denis-sur-Richelieu)
- Vergers Archambault - Domaine Félibre (Saint-Paul-d'Abbotsford)
- Vergers et cidrerie Denis Charbonneau (Mont Saint-Grégoire)
- Vergers Écologiques Philion (Hemmingford)
- Vignoble et cidrerie Clos de la montagne (Mont Saint-Grégoire)
- Vignoble et cidrerie Coteau Rougemont (Rougemont)
- Vignoble et cidrerie Coteau Saint-Paul (Saint-Paul-d'Abbotsford)

## Outaouais
- Cidrerie Coronation Hall (Bristol)
- Croque-Pomme (Thurso)
- Verger Merleau (Bouchette)

## Québec et Charlevoix
- Cidrerie Domaine Orléans (Île d'Orléans)
- Cidrerie du bout de l'île (Île d'Orléans)
- Cidrerie Port-au-Persil (Saint-Siméon)
- Cidrerie Verger Bilodeau (Île d'Orléans)
- Cidres et vergers Pedneault (L'Isle-aux-Coudres)
- Domaine de la source à Marguerite (Île d'Orléans)
- Domaine Des Sorciers (Île d'Orléans)
- Domaine Hébert (Deschambault-Grondines)
- Domaine Steinbach (Île d'Orléans)
- Verger Joe Giguère (Île d'Orléans)

## Saguenay-Lac-St-Jean
- Vergers de Velours (Saint-Henri-de-Taillon)